# Takuma Nagayoshi
Takuma Nagayoshi (永芳 卓磨 Nagayoshi Takuma?, nacido el 18 de abril de 1986 en Kurashiki, Okayama) es un exfutbolista japonés. Jugaba de defensa y su último club fue el Tochigi SC de Japón.

## Trayectoria

### Clubes
| Club          | País  | Año         |
| ------------- | ----- | ----------- |
| FC Gifu       | Japón | 2009 - 2011 |
| Oita Trinita  | Japón | 2011 - 2013 |
| Tochigi SC    | Japón | 2014 - 2016 |
| SC Sagamihara | Japón | 2015        |

## Estadística de carrera

### J. League
| Club          | Año   | J. League | J. League | Copa J. League | Copa J. League | Total | Total |
| Club          | Año   | Part.     | Goles     | Part.          | Goles          | Part. | Goles |
| ------------- | ----- | --------- | --------- | -------------- | -------------- | ----- | ----- |
| FC Gifu       | 2009  | 27        | 0         | -              | -              | 27    | 0     |
| FC Gifu       | 2010  | 28        | 1         | -              | -              | 28    | 1     |
| FC Gifu       | 2011  | 11        | 1         | -              | -              | 11    | 1     |
| Oita Trinita  | 2011  | 14        | 0         | -              | -              | 14    | 0     |
| Oita Trinita  | 2012  | 7         | 0         | -              | -              | 7     | 0     |
| Oita Trinita  | 2013  | 4         | 0         | 2              | 0              | 6     | 0     |
| Tochigi SC    | 2014  | 6         | 0         | -              | -              | 6     | 0     |
| Tochigi SC    | 2015  | 0         | 0         | -              | -              | 0     | 0     |
| SC Sagamihara | 2015  | 11        | 0         | -              | -              | 11    | 0     |
| Tochigi SC    | 2016  | 1         | 0         | -              | -              | 1     | 0     |
| Total         | Total | 109       | 2         | 2              | 0              | 111   | 2     |